# Michael Pawlik
Michael Pawlik (* 11. Juli 1965 in Düsseldorf) ist ein deutscher Rechtswissenschaftler und Hochschullehrer an der Albert-Ludwigs-Universität Freiburg.

## Leben
Pawlik studierte ab 1984 Rechtswissenschaften an der Universität Bonn, wo er 1989 sein Erstes Juristisches Staatsexamen ablegte. Es folgte ein Jahr an der University of Cambridge, wo er 1990 den Titel Master of Laws erwarb. Danach kehrte er zurück nach Deutschland, um als Doktorand am Lehrstuhl von Günther Jakobs in Bonn zu arbeiten. Dort schloss er 1992 seine Promotion ab, die im folgenden Jahr mit dem  „Preis des Präsidenten der Italienischen Republik für die beste wissenschaftliche Arbeit des Jahres an der Rechts- und Staatswissenschaftlichen Fakultät der Universität Bonn“ ausgezeichnet wurde. Nach seinem anschließenden Referendariat am Landgericht Düsseldorf legte er 1995 sein Zweites Staatsexamen ab. Hiernach kehrte er an das rechtsphilosophische Seminar in Bonn als wissenschaftlicher Assistent von Jakobs zurück, wo er in der Folge an seiner Habilitation arbeitete. Unterbrochen wurde seine Tätigkeit durch einen einjährigen Forschungsaufenthalt am Europäischen Hochschulinstitut Florenz. Im Januar 1998 schloss Pawlik seine Habilitation ab und erhielt die venia legendi für die Fächer Strafrecht und Strafprozessrecht.
In den folgenden Jahren vertrat Pawlik Lehrstühle an den Universitäten Würzburg, Regensburg und Rostock. Ab April 2000 hatte er in Rostock mit dem Lehrstuhl für Strafrecht, Strafprozessrecht und Rechtsphilosophie seine erste eigene ordentliche Professur inne. Zu Wintersemester 2003/04 lehnte er einen Ruf der Universität zu Köln ab und wechselte nach Regensburg. Dort war er von 2009 bis 2011 Dekan der Juristischen Fakultät. Im April 2013 wechselte Pawlik auf den Lehrstuhl für Strafrecht, Strafprozessrecht und Rechtsphilosophie an der Universität Freiburg, den er seitdem innehat. 2017 wurde Michael Pawlik zum Mitglied der Leopoldina gewählt.
Michael Pawlik ist seit 1991 freier Mitarbeiter der Frankfurter Allgemeinen Zeitung mit weit über 150 Beiträgen.

## Forschungsprofil
Der Schwerpunkt der strafrechtlichen Interessen Pawliks liegt im Bereich der strafrechtstheoretischen Grundlagenfragen sowie der allgemeinen Lehren vom Verbrechen. Innerhalb der Rechtsphilosophie gilt sein Interesse zum einen dem Zeitraum vom 17. bis zum 19. Jahrhundert mit einem besonderen Schwerpunkt auf der Philosophie des deutschen Idealismus und zum anderen aktuellen gerechtigkeits- und medizinethischen Fragestellungen.

## Auszeichnungen
- 1993:  Preis des Präsidenten der Italienischen Republik für die beste wissenschaftliche Arbeit des Jahres an der Rechts- und Staatswissenschaftlichen Fakultät der Universität Bonn
- 2014: Ehrendoktorwürde der Universidad de Huánuco (Peru)
- 2015: Ehrendoktorwürde der Universidad Católica de Los Ángeles de Chimbote (Peru)
- 2015: Korrespondierendes Mitglied der Nordrhein-Westfälischen Akademie der Wissenschaften und der Künste
- 2016: Ehrendoktorwürde der Universidad Nacional de Ucayali (Peru)
- 2019: Ehrendoktorwürde der Universidad de Piura (Peru)

## Veröffentlichungen (Auswahl)
- Die Reine Rechtslehre und die Rechtstheorie H.L.A. Harts. Ein kritischer Vergleich. Duncker & Humblot, Berlin 1993, ISBN 978-3-428-07638-3. (Dissertation)
- Das unerlaubte Verhalten beim Betrug. Heymann, Köln 1999, ISBN 978-3-452-24124-5 (Teilweise zugleich: Bonn, Universität, Habilitationsschrift, 1997–1998)
- Der rechtfertigende Notstand. Zugleich ein Beitrag zum Problem strafrechtlicher Solidaritätspflichten. De Gruyter, Berlin 2002, ISBN 978-3-11-017364-2.
- Person, Subjekt, Bürger. Zur Legitimation von Strafe. (= Schriften zum Strafrecht. Bd. 153). Duncker & Humblot, Berlin 2004, ISBN 978-3-428-11542-6.
- Der Terrorist und sein Recht: Zur rechtstheoretischen Einordnung des modernen Terrorismus (= Schriften der Juristischen Studiengesellschaft Regensburg e.V. Heft 31). Beck, München 2008, ISBN 978-3-406-57723-9.
- Das Unrecht des Bürgers. Grundlinien der Allgemeinen Verbrechenslehre. Mohr Siebeck, Tübingen 2012, ISBN 978-3-16-152189-8.
- Normbestätigung und Identitätsbalance. Über die Legitimation staatlichen Strafens (= Würzburger Vorträge zur Rechtsphilosophie, Rechtstheorie und Rechtssoziologie. Heft 53). Nomos-Verlag, Baden-Baden 2017, ISBN 978-3-8487-4521-0.